# Bon vivant

Póster do Filme Bel Ami - o Sedutor que conta a história de George Duroy, um exemplo de Bon Vivant

Bon vivant (pronuncia-se "bõ vivã"   . Traduz-se literalmente como "bom vivente") é uma expressão da língua francesa que designa uma pessoa que sabe aproveitar os prazeres da vida, "uma pessoa sociável que cultivou e refinou gostos especialmente no que diz respeito à comida e bebida" , "uma pessoa que gosta de boa comida e vinhos e gosta de ir a restaurantes e festas" ou "epicurista" . 
O termo francês bon vivant significa, também, "viver bem" e refere-se a "quem vive bem", às pessoas que desfrutam dos prazeres da vida. O termo bon vivant é um pseudo-anglicismo muito popular em meados do século XIX, proveniente do termo francês "bon vivant" ("bem vivendo"). A primeira referência ao bon vivant aparece em 1836, no dicionário de César-Pierre Richelet , intitulado Le Dictionnaire Royal En Abbregé (Dicionário Real Em Abreviação). 
O significado que aparece neste dicionário é "uma palavra burlesca para falar de um menino ou de um homem que nunca é afetado pela melancolia, que só pensa em viver e passar o tempo de maneira agradável, que gosta de se divertir sem ofender ninguém". 
O termo "Bon vivant" não é depreciativo em si mesmo, mas contêm um senso de auto- indulgência. Em seu livro Mind the Gaffe: The Penguin Guide to Common Errors in English (Mind the Gaffe: O guia de Penguin para erros comuns em inglês), o linguista Larry Trask era da opinião de que o termo bon viveur era, junto com a expressão "nom de plume", duas falsas adaptações de palavras francesas para o inglês. 
Um grande exemplo de "bon vivant" foi Johnnie Cradock que, com sua esposa Fanny Cradock, dedicou sua vida ao prazer e à gastronomia. Outros exemplos são Jaime de Mora y Aragón , Clement Freud, Keith Floyd, John Mortimer e Michael Winner. 
"Bon vivant" representa um papel masculino, uma espécie de marca, um sedutor jovem e frívolo, um libertino com características de narcisismo e coqueteria (preocupação em agradar ou seduzir através da aparência, elegância afetada  - o mesmo gênero correspondente para atrizes é chamado de ingênua-coquete - uma mulher ingênua que procura despertar o interesse amoroso de outrem através da sedução, ou, diz-se de ou pessoa que pretende buscar a admiração de outrem através da aparência.   

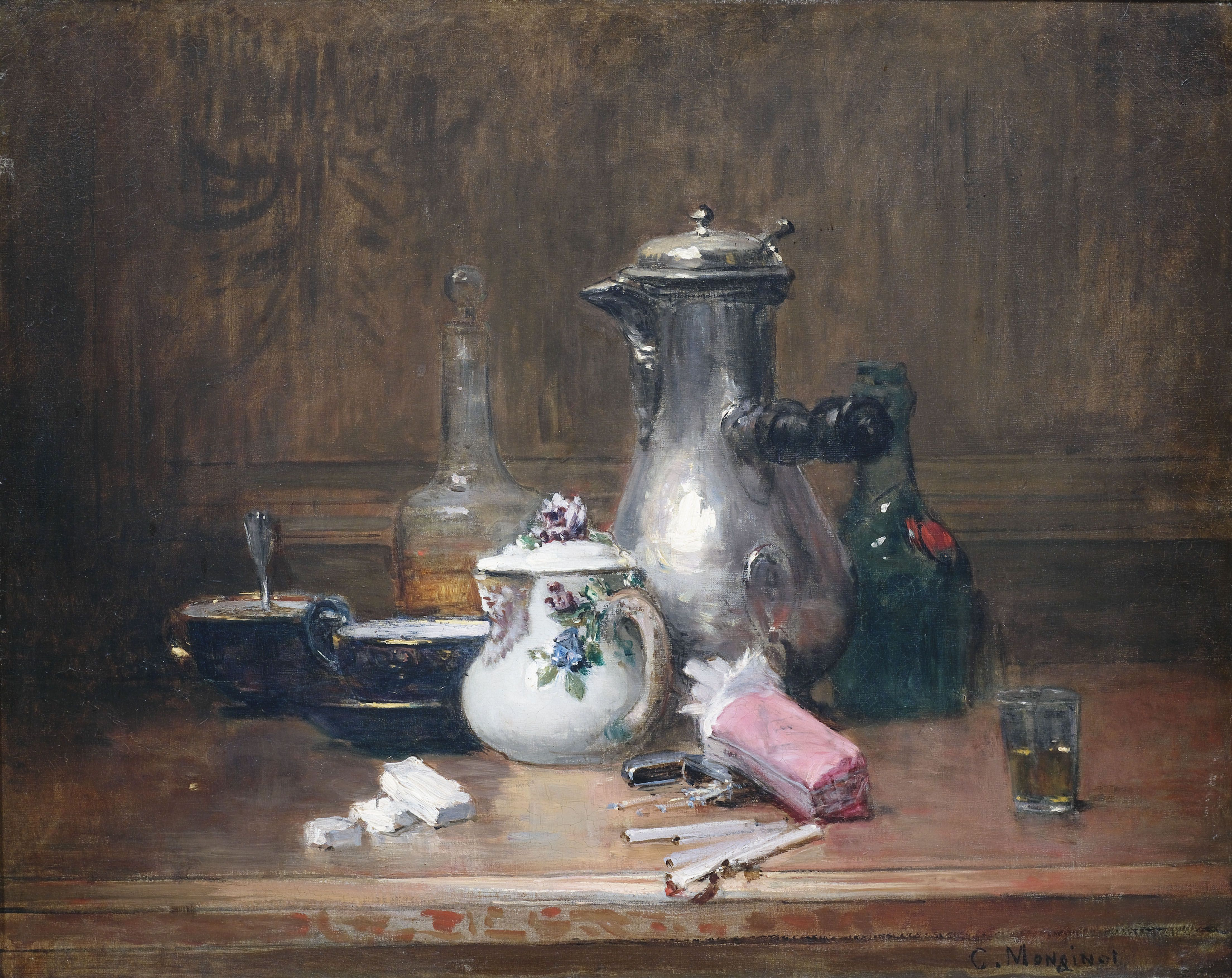
"Natureza-morta do bon vivant": pintura de Charles Monginot (1825-1900) retratando típicas fontes de prazer para o bon vivant, como comida, bebida e fumo.

Um arquétipo muito simplificado de bon vivant é o personagem da literatura Don Juan de Marco; tipos semelhantes na crítica literária são os os flâneurs, vagando sem pensar em busca de aventura. Na língua russa cotidiana, um bon vivant é um homem descuidado e rico que vive para seu próprio prazer.  O surgimento de papéis no século 19 foi associado aos gêneros de drama de salão e vaudeville , ocasionalmente o tipo é encontrado no melodrama.  No teatro chinês, o análogo mais próximo é "shan tsisheng", "um homem com um leque na mão", que facilmente seduz as mulheres. No teatro alemão, o termo "Bonvivant" é usado em um sentido diferente para se referir a um jovem ingênuo e apaixonado. 
No cenário cultural alemão, bon vivant  (lebemann, em língua alemã) uma pessoa que se dedica ao lado agradável da vida, principalmente a boa comida. Uma designação alternativa é buscador de prazer. Uma anedota da Guerra Franco-Prussiana mostra que existem diferentes interpretações do termo . Quando o triunfante Império Alemão ocupou a França em 1871, alguns alemães quiseram desfrutar da vitória no espírito de um bon vivant ao estilo francês. Bismarck, em particular, interpretou isso como motivo de gula e excesso. O exuberante chanceler alemão mandou para ele tortas de peru, cabeças de javali e presunto Reinfeld, entre outras coisas. Seu amado chucrute foi preparado para ele com champanhe. De fato, mesmo então, para os franceses, um bon vivant era mais alguém que sabia manter as coisas moderadas nessas coisas, ou seja, que sabia viver bem e não alguém que vivesse em excessos.  Bon vivant e playboy são hedonistas. Para eles, no entanto, o foco não está na boa vida ou na boa comida e bebida, mas estariam em outros prazeres.   